# Податки в Норвегії
Под́атки в Норв́егії — система оподаткування, що має три головні категорії: соціальний внесок, податок на загальний дохід та податок на багатство.

## Соціальний внесок
Соціальний внесок — це вирахування з річної зарплати лімітом до 241 тис. крон (42 тис. доларів) 49,8 % суми. Якщо норвежець отримує зарплату вище вказаної, то він обслуговується прогресивним податком.

## Податок на загальний дохід
Загальним доходом є сума усіх грошових надходжень жителя Норвегії. До цієї категорії належать:
- зарплата (тобто зарплата обчислюється двома видами внесків);
- гонорари;
- пенсія за старістю чи по догляду за дітьми;
- можливі виграші в лотерею;
- цінні подарунки;
- здавання житла в оренду.

Важливою частиною загального доходу є наявність власного житла. У такому разі стягується податок за можливість заробляти на власному житлі. За місцевим положенням, якщо будинок (або дача) коштує менше 451 тис. крон (72 тис. доларів), податок становить 2,5 % вартості житла. Якщо будинок коштує більше 451 тис. крон, то податок становить 2,5 % від різниці, що перевищує 451 тис. крон.
Також в загальний дохід включає прибуток від сільськогосподарського використання власної землі чи лісової ділянки, від риболовства чи полювання; прибуток від будь-якого виду бізнесу і річні відсотки з банківського вкладу. Окрім цього, доходом вважається наявність службового автомобіля, який використовується в особистих потребах.

## Податок на багатство
При наявності у жителя Норвегії кредиту чи іншої заборгованості, декларації про доходи містить спеціальну графу
«борг». З цієї суми вираховується так званий податок на багатство.
Багатством вважаються наступна власність:
- сума на рахунках у норвезьких чи іноземних банках;
- кошти готівкою та чеки;
- акції підприємств та інші цінні папери;
- абсолютна ринкова вартість житла чи іншої нерухомості у приватній власності;
- земельні або лісові угіддя;
- приватні промислові підприємства,
- автомобілі, морські та річкові судна.

## Пільги при оподаткуванні
Особливим пунктом декларації про доходи є стаття, куди платник записує свої витрати, що дозволяє зменшити суму загального доходу. У деяких випадках норвежцю можливе нарахування пільг. Такими можуть бути:
- хвороба і фінансові витрати на ліки;
- пенсія за старістю;
- оплата послуг адвоката;
- наявність дітей у сім'ї;
- утримання неплатоспроможного члена родини;
- щоденний проїзд від дому до роботи більше двох годин.